# Marica Coco
Marica Coco (Zafferana Etnea, 19 settembre 1975) è un'attrice italiana.

## Biografia
Vincitrice nel 1992 del titolo di Miss Cinema al concorso di Miss Italia, l'anno seguente si classifica sesta al concorso di Miss Europa. Nel 1994 è stata una delle protagoniste del numero speciale della rivista Noi a tre dimensioni, della allora Silvio Berlusconi Editore, diretta da Gigi Vesigna e fotografata in 3D da Franco Gengotti. Successivamente frequenta la scuola di recitazione presso il Teatro de' servi di Enzo Garinei e uno stage con Geraldine Baron, membro dell'Actor's Studio di New York. Esordisce nel 1996 sia nel cinema con il film A spasso nel tempo, regia di Carlo Vanzina, che in televisione nella miniserie tv Positano, regia di Vittorio Sindoni.
Oltre che nel cinema e nella televisione, ha lavorato in teatro in alcuni spettacoli di Antonino Russo Giusti: L'eredità dello zio canonico, Il sistema Ribadier e Lighea. Inoltre, ha partecipato ad alcuni programmi televisivi ed è stata protagonista di vari spot pubblicitari. Tra i lavori cinematografici, ricordiamo: Nati stanchi (2002), regia di Dominick Tambasco, Tre giorni di anarchia (2004), diretto da Vito Zagarrio, e La terza stella (2005), regia di Alberto Ferrari. Ha recitato  in tutti i generi di fiction tv, dalle sit-com: Via Zanardi 33 (2001) e Camera Café alle soap opera: Cuori rubati (2002); dalle miniserie tv: Le ragazze di piazza di Spagna (1999) al film tv: Troppi equivoci della serie Crimini (2006) e alle serie tv: Don Matteo 2 (2001), La squadra e Carabinieri 6 (2007).

## Filmografia

### Cinema
- A spasso nel tempo, regia di Carlo Vanzina (1996)
- Non lo sappiamo ancora, regia di Stefano Bambini, Lino D'Angiò e Alan De Luca (1999)
- Casomai, regia di Alessandro D'Alatri (2002)
- A cavallo della tigre, regia di Carlo Mazzacurati  (2002)
- Nati stanchi, regia di Dominick Tambasco (2002)
- Prima dammi un bacio, regia di Ambrogio Lo Giudice (2003)
- Gli indesiderabili, regia di Pasquale Scimeca (2003)
- Il siero della vanità, regia di Alex Infascelli (2004)
- Tre giorni di anarchia, regia di Vito Zagarrio (2004) - Uscito in Italia nel 2006
- La terza stella, regia di Alberto Ferrari (2005)
- La terza madre, regia di Dario Argento (2007)

### Televisione
- Positano, regia di Vittorio Sindoni - Miniserie TV (1996)
- Le ragazze di piazza di Spagna 3, regia di Riccardo Donna - Miniserie TV (1999)
- Don Matteo 3, regia di Andrea Barzini, Enrico Oldoini e Leone Pompucci - Serie TV (2001)
- Via Zanardi 33, regia di Antonello De Leo e Andrea Serafini - Sit-com (2001)
- Cuori rubati, registi vari - Soap opera (2002)
- La squadra, registi vari - Serie TV
- Camera Café, regia di Cristophe Sanchez - Sit-com
- Crimini: Troppi equivoci, regia di Andrea Manni - Film TV (2006)
- Carabinieri 6, regia di Sergio Martino - Serie TV (2007)